# Hoàng Nham
Hoàng Nham (giản thể: 黄岩区; phồn thể: 黃岩區; bính âm: Huángyán Qū, âm Hán Việt: Hoàng Nham khu) là một quận thuộc địa cấp thị Thai Châu, tỉnh Chiết Giang, Trung Quốc. Quận Hoàng Nham có diện tích 988,36 km², dân số năm 2020 là 707.453 người, mật độ dân số đạt 716 người/km². Mã số bưu chính là 318020, mã vùng là 576. Chính quyền nhân dân quận đóng ở số 22, phố Huyện Tiền, nhai đạo Đông Thành.

## Phân chia hành chính
Quận Hoàng Nham được chia thành 19 đơn vị hành chính gồm 8 nhai đạo, 5 trấn và 6 hương.
- Nhai đạo: Hồng Khẩu, Đông Thành, Nam Thành, Tây Thành, Bắc Thành, Trừng Giang, Tân Tiền, Cao Kiều.
- Trấn: Ninh Khê, Bắc Dương, Đầu Đà, Viện Kiều, Sa Phu.
- Hương: Phú Sơn, Thượng Trịnh, Tự Đầu, Thượng, Mao Dư, Bình Điền.